# Liste der Biografien/Kosg
Liste der Biografien |
Portal Biografien |
Personensuche
# |
A |
B |
C |
D |
E |
F |
G |
H |
I |
J |
K |
L |
M |
N |
O |
P |
Q |
R |
S |
T |
U |
V |
W |
X |
Y |
Z |
?
 
Ka |
Kb |
Kc |
Kd |
Ke |
Kf |
Kg |
Kh |
Ki |
Kj |
Kl |
Km |
Kn |
Ko |
Kp |
Kr |
Ks |
Kt |
Ku |
Kv |
Kw |
Ky |
Kx |
Kz
 
Koa |
Kob |
Koc |
Kod |
Koe |
Kof |
Kog |
Koh |
Koi |
Koj |
Kok |
Kol |
Kom |
Kon |
Koo |
Kop |
Kor |
Kos |
Kot |
Kou |
Kov |
Kow |
Kox |
Koy |
Koz
 
Vorlage:Liste der Biografien/Kos
Die Liste der Biografien führt alle Personen auf, die in der deutschsprachigen Wikipedia einen Artikel haben. Dieses ist eine Teilliste mit 16 Einträgen von Personen, deren Namen mit den Buchstaben „Kosg“ beginnt.

## Kosg

### Kosge
- Kosgei, Anne Jepkemboi (* 1980), kenianische Marathonläuferin
- Kosgei, Brigid (* 1994), kenianische Langstreckenläuferin
- Kosgei, Cynthia (* 1993), kenianische Langstreckenläuferin
- Kosgei, Edwin (* 1983), kenianischer Marathonläufer
- Kosgei, Evans (* 1989), kenianischer Langstreckenläufer
- Kosgei, Irene Jerotich (* 1974), kenianische Marathonläuferin
- Kosgei, John (* 1973), kenianischer Hindernis- und Crossläufer
- Kosgei, Matthew (* 2006), kenianischer Hindernisläufer
- Kosgei, Matthew Kibowen (* 1983), kenianischer Marathonläufer
- Kosgei, Paul Malakwen (* 1978), kenianischer Langstreckenläufer
- Kosgei, Reuben (* 1979), kenianischer Hindernisläufer
- Kosgei, Rose Jerotich (* 1981), kenianische Langstreckenläuferin
- Kosgei, Salina Jebet (* 1976), kenianische Langstreckenläuferin
- Kosgei, Samson (* 1974), kenianischer Marathonläufer
- Kosgei, Samuel Kiplimo (1986–2023), kenianischer Langstreckenläufer
- Kosgei, Vincent Kiplangat (* 1985), kenianischer Sprinter